# 본태성혈소판증가증
본태성혈소판증가증(essential thrombocytosis, essential thrombocythaemia, essential thrombocythemia, ET), 본태성혈소판혈증(本態性血小板血症), 특발성 혈소판 증가증(primary thrombocytosis), 진성고혈소판증은 골수 내 거핵 세포로 인한 혈소판의 과생성을 특징으로 하는 희귀한 만성 혈액 질환이다. 급성 골수성 백혈병이나 골수섬유증으로 발전할 수 있다. 4가지 골수증식성질환 가운데 하나이다.

## 증상
가장 흔한 증상으로는 출혈, 혈전증, 두통, 메스꺼움, 구토, 복통, 시각 장애, 어지러움, 실신, 손발의 저림이 있다. 백혈구 증가증, 빈혈, 비종이 가장 흔한 징표이다.

## 병인
비정상 거핵세포에서 탄생한 혈소판들이 활성화되어 혈소판의 수를 증가시켜 혈전증의 가능성에 기여한다.

## 치료
본태성혈소판증가증이 있다고 해서 반드시 치료가 필요한 것은 아니다.
히드록시카바마이드(hydroxycarbamide), 인터페론α, 아나그렐리드가 혈소판의 수를 낮출 수 있다.